# Oscar Chajes
Oscar Chajes (ur. 14 grudnia 1873 w Brodach, zm. 28 lutego 1928 w Nowym Jorku) – amerykański szachista pochodzenia żydowskiego.

## Osiągnięcia turniejowe
- 1909 Excelsior (Minnesota) (otwarte mistrzostwa Stanów Zjednoczonych) – 1. miejsce
- 1910 Chicago – 2. miejsce
- 1911 Nowy Jork – dzielone 3-4. miejsce
- 1913 Nowy Jork – 3. miejsce
- 1913 Hawana – dzielone 4-5. miejsce
- 1914 Nowy Jork – dzielone 2-3. miejsce
- 1916 Nowy Jork – 3. miejsce
- 1920 Nowy Jork – 1. miejsce oraz dzielone 1-2. miejsce (dwa różne turnieje)
- 1926 Nowy Jork – 4. miejsce

## Osiągnięcia meczowe
- 1913 Hawana – przegrana z Dawidem Janowskim +0-2=1 (dwie przegrane oraz remis)
- 1918 Nowy Jork – wygrana z Dawidem Janowskim +7-5=10 (siedem wygranych, pięć porażek oraz dziesięć remisów)

Najsłynniejsza partia Chajesa to jego zwycięstwo nad Capablancą w 1916.
Według retrospektywnego rankingu Chessmetrics Oscar Chajes u szczytu kariery (lata 1919–1920) zajmował dziesiąte miejsce na świecie.